# Mathilde Esch
Maria Mathilde Esch (* 18. Februar 1815 in Brünn, Mähren; † 2. Mai 1904 in München) war eine Genremalerin.

## Leben
Eschs Vater war der Architekt Josef Esch (1784–1854), der ab 1835 Oberbaudirektor in Brünn war. Sie studierte in Prag beim Historienmaler Joseph von Führich, in Wien bei Ferdinand Georg Waldmüller, in München beim Wild- und Jagdmaler Moritz Müller, bildete sich eine Zeitlang in Düsseldorf und mehrere Jahre in Paris weiter aus.
Nach dem Tode ihres Vaters ließ sie sich 1854 in Wien nieder, wo sie bis 1882 vorzugsweise Bilder aus dem deutschen und ungarischen Volksleben malte, die, mit Zartheit und Eleganz ausgeführt, zum großen Teil in Privatbesitz kamen. Bisweilen malte sie auch Blumen und Stillleben. Ihre Arbeiten wurden in Wien, München, Düsseldorf, Prag, Dresden, Klagenfurt und Brünn ausgestellt, 1862 nahm sie an der dreizehnten Großen Ausstellung des Kunstvereins in Bremen teil.

## Werke
- Mährisches Bauernhaus (1856)
- Marktszene in Mähren (1856)

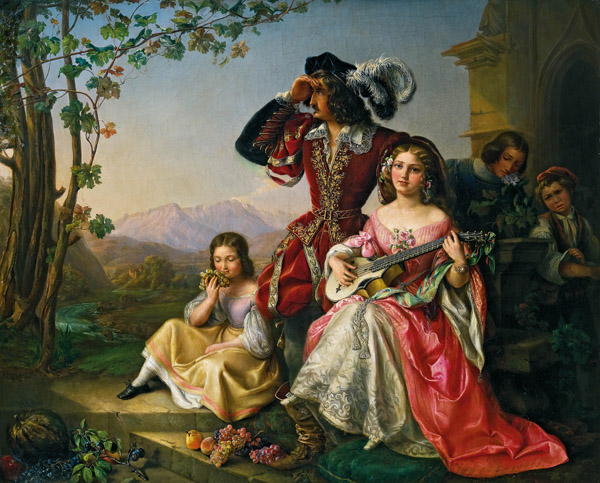
Die fünf Sinne

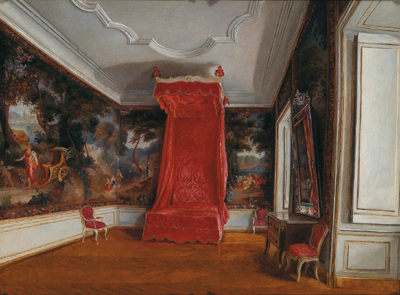
Interieur Schloss Feldsberg

- Münchner Mädchen auf dem Friedhof (1856)
- Landschaft in Mähren (1857)
- Unerwartete Rückkehr (1857)
- Mädchen mit einem Hunde (1858)[2]
- Obststilleben mit Häschen (1861)
- Kinder mit Ziege und Hühnern vor Bauernhaus (1862)
- Die Blumenverkäuferin vor der Kirche (1863)
- Das Blumenorakel (1864)
- Kroatische Edelbraut (1880)
- Ansicht von Cesky Krumlov (1889, Český Krumlov)
- Der lang erwartete Brief (1898)
- Tor und Kanzel in der Kathedrale von Brünn
- Interieur aus dem fürstlich Liechtenstein’schen Schloss Feldsberg (Schloss Valtice)[3]
- Tankred tauft Clorinda
- Die fünf Sinne (Öl auf Leinwand, 95 × 116 cm)